# St. Nikolai (Alt Ruppin)

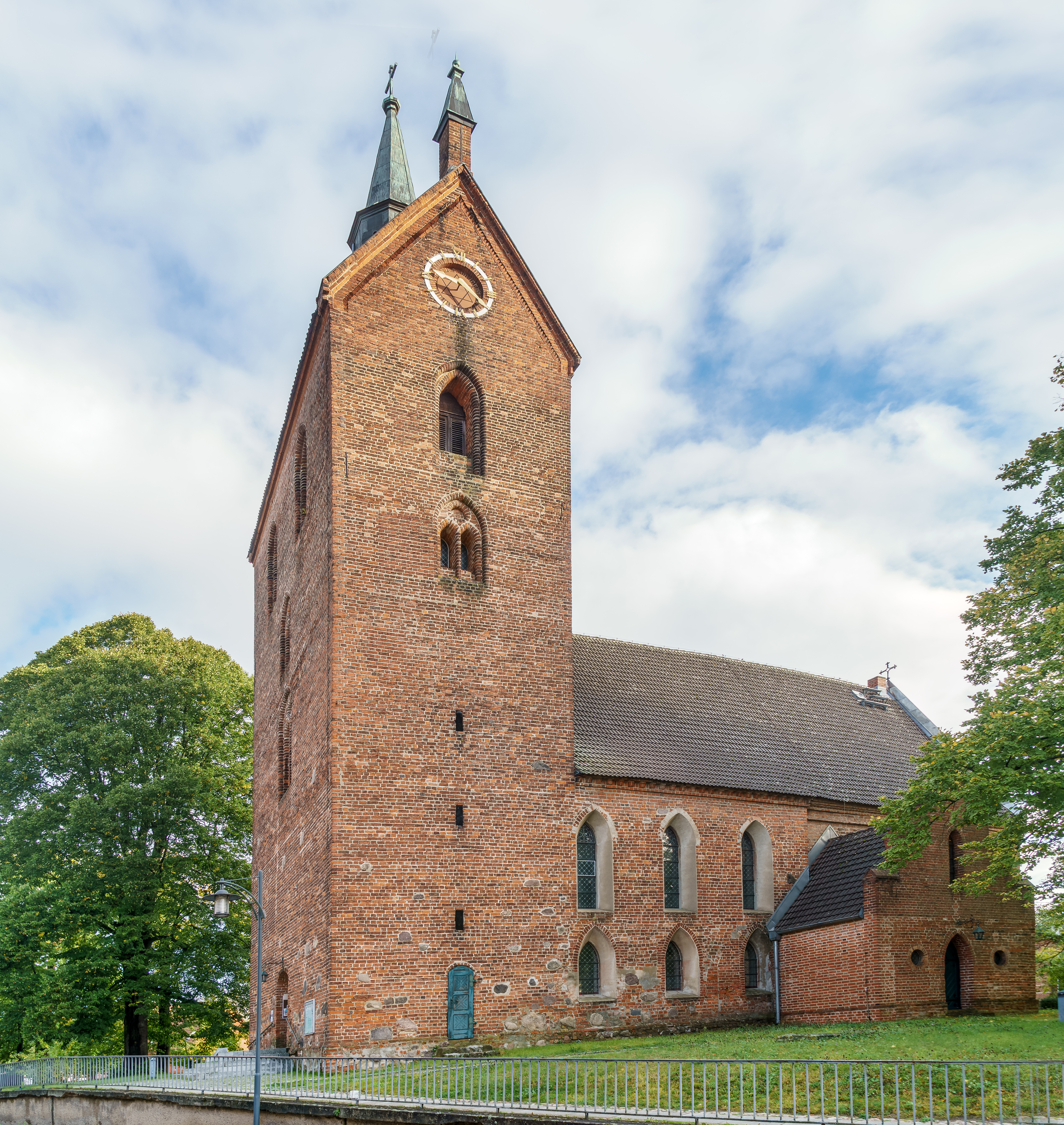
St. Nikolai (Alt Ruppin)

Die evangelische Kirche St. Nikolai ist eine im Kern gotische Saalkirche im Ortsteil Alt Ruppin von Neuruppin im Landkreis Ostprignitz-Ruppin in Brandenburg. Sie gehört zur Gesamtkirchengemeinde Ruppin im         Kirchenkreis Wittstock-Ruppin der Evangelischen Kirche Berlin-Brandenburg-schlesische Oberlausitz.

## Geschichte und Architektur

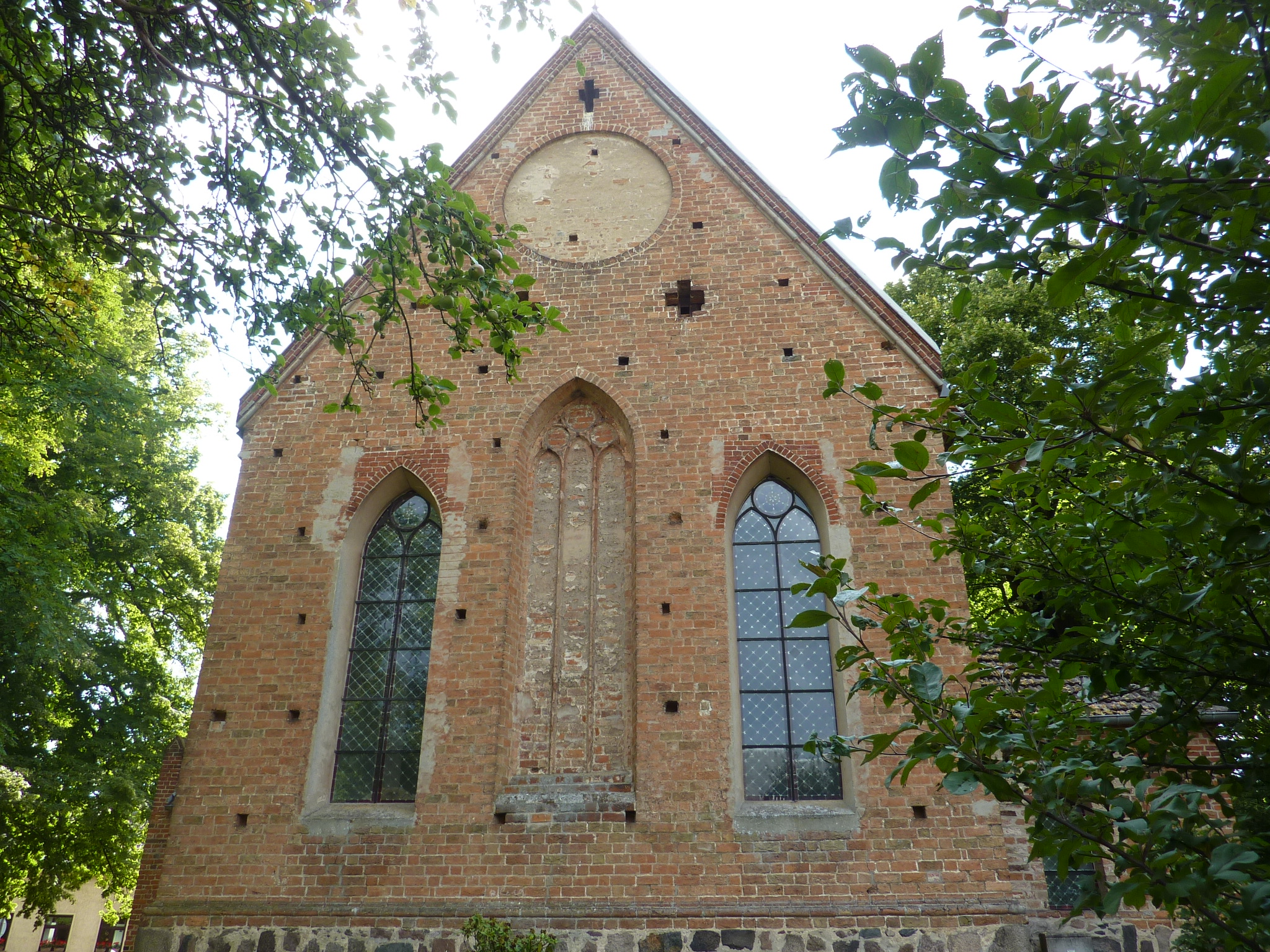
Ostansicht

Die Kirche ist ein stattlicher Saalbau aus Backstein mit Westquerturm. Die durch die geringere Mauerstärke abgesetzten und gerade geschlossenen Ostteile stammen aus der ersten Hälfte des 14. Jahrhunderts, Kirchenschiff und Westturm wurden 1598 bis 1603 in spätgotischen Formen hinzugefügt; aus dieser Zeit stammen auch die liegenden Dachwerke über Schiff und Chor mit Spannriegeln und angeblatteten Kopfstreben. Im Jahr 1846 wurde das Bauwerk eingreifend renoviert, wobei der Turm in seinen oberen Teilen mit Dachreiter auf dem Quersatteldach erneuert wurde. Gleichzeitig erfolgte die Wiederherstellung der im Kern gotischen Sakristei (neugotischer Stufengiebel) und der barocken Südvorhalle.
Die Ostteile sind mit Feldsteinsockel und großen Maßwerklanzetten gegliedert, die in der Ostwand als gestaffelte Dreifenstergruppe gruppiert sind, darüber im Giebel ist eine große kreisförmige Putzblende angeordnet; zugehörig sind das Stufenportal in der Südvorhalle mit rundstabförmigem Kämpfer und Archivolten mit reichem Birnstabprofil; darüber liegt ein großes Kreisfenster. Die um 1600 erweiterten Bauteile sind deutlich weniger sorgfältig ausgeführt, im Schiff sind Spitzbogenfenster in zwei Reihen übereinander angeordnet.

## Ausstattung

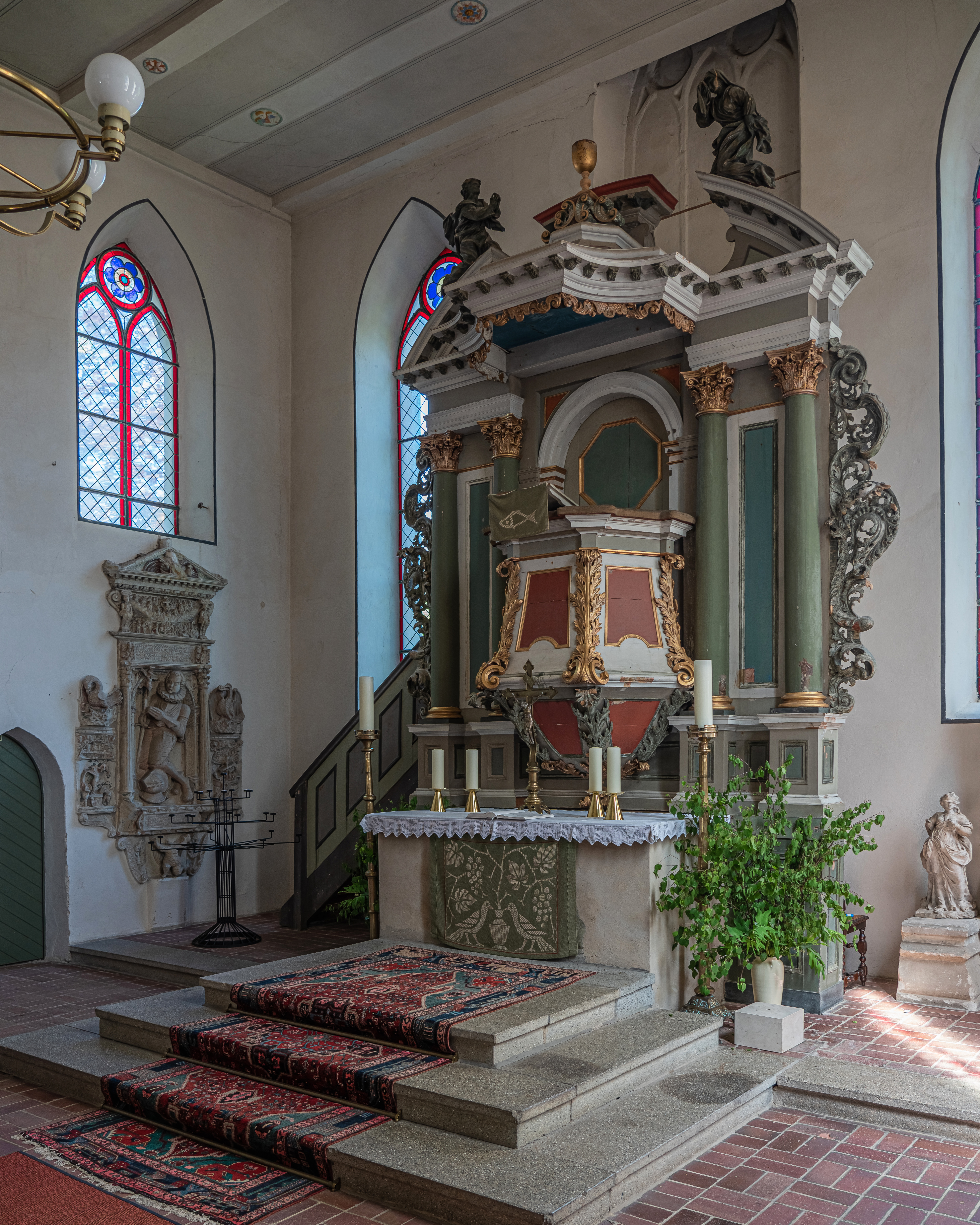
Innenansicht mit Altar

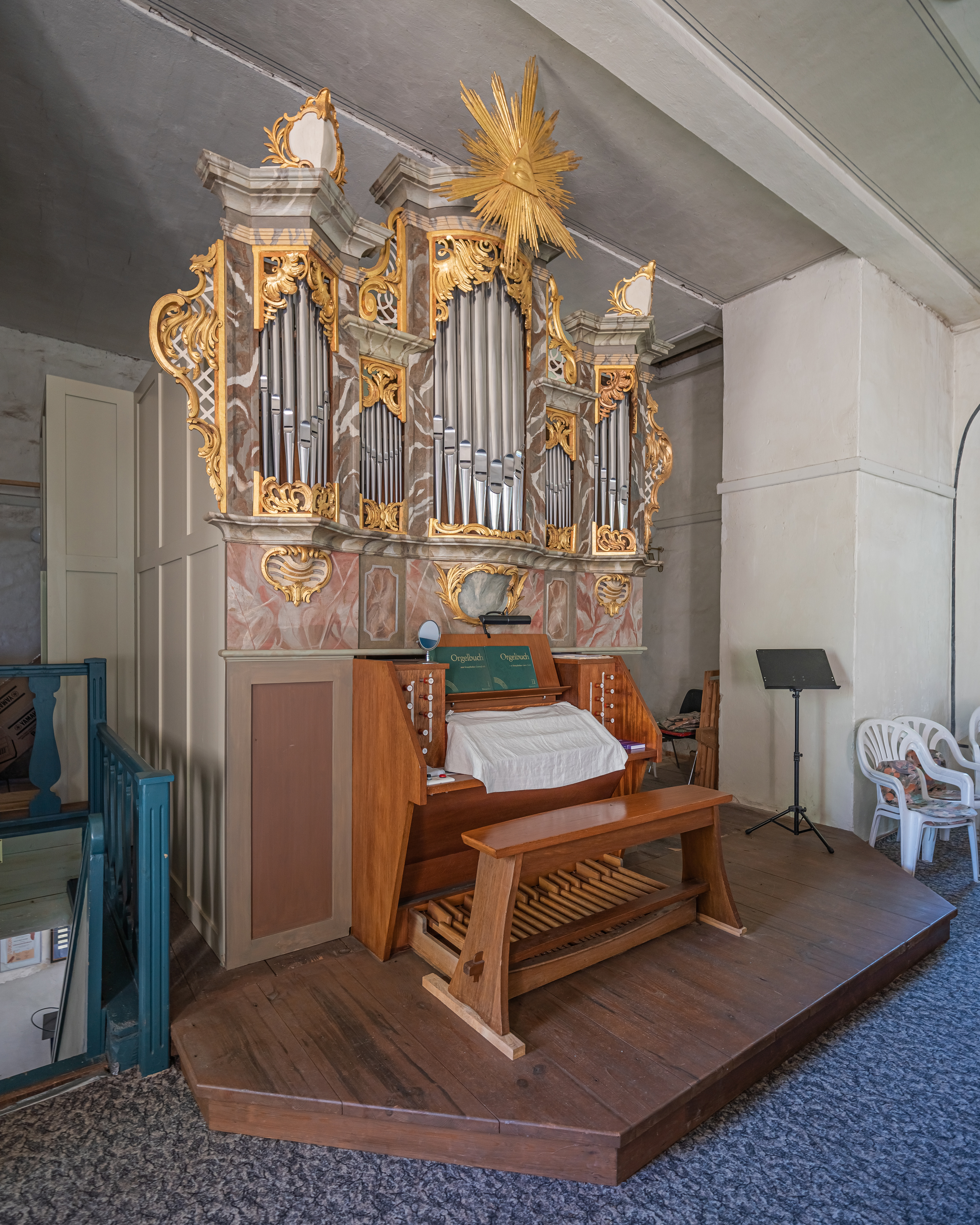
Orgel

Die ursprüngliche Holztonnendecke wurde um 1600 durch eine Holzbalkendecke mit Stuckmedaillons ersetzt. Der urkundlich auf 1712 datierte Kanzelaltar ist ein ehemals polychromierter Holzaufbau, der geschwungene Kanzelkorb ist von korinthischen Säulenpaaren flankiert, auf den Giebelstücken sind Maria und Johannes kniend vor heute verlorenem Kruzifix dargestellt. Die neugotische Taufe ist in Zinkguss aus der Zeit um 1846 ausgeführt. Eine Schnitzfigur des Jacobus major (?) stammt wohl aus dem 17. Jahrhundert, das Attribut wurde 1956 ergänzt.
Zwei Pastorenbilder stammen aus dem 17. und 18. Jahrhundert. Ein Sandsteinepitaph für Joachim Berndt von Zerwest († 1592) ist von guter Qualität: in säulenflankierter Nische ist der Verstorbene vor einem Kruzifix kniend dargestellt, seitlich sind Reliefs der Auferstehung Christi und von Jonas mit dem Walfisch angebracht, bekrönt wird das Epitaph von Pelikan und Phönix, über der Mitte Relief des Jüngsten Gerichts, im abschließenden Giebel ist Gottvater zu sehen. Das Sandsteinepitaph für Johann Christian Winckler († 1750) und Ehefrauen zeigt ein schwungvoll und reich gerahmtes Inschriftenfeld über dem Sockel, das seitlich von je einer allegorischen Marmorfigur begleitet wird.

## Orgel und Glocken
- Die auf der hufeisenförmige Empore stehende Orgel ist ein Neubau unter Verwendung älteren Materials von Hartmut Grosch aus dem Jahr 1983 in einem Prospekt von Gottlieb Scholtze aus dem Jahr 1767.[1]

- Ein neues Geläut mit vier Bronzeglocken wurde 2020 eingeweiht. Es ersetzt drei Eisenhartgussglocken von 1960 und wurde gebraucht erworben. Die Glocken hingen zuvor in der entwidmeten und inzwischen abgebrochenen Paul-Gerhardt-Kirche in Hamburg-Wilhelmsburg und waren 1960 von der Glocken- und Kunstgießerei Rincker aus Sinn (Hessen) gegossen worden.[2][3]

| Glocke | Name                    | Durchmesser | Gewicht  | Schlagton |
| ------ | ----------------------- | ----------- | -------- | --------- |
| 1      | Dominica                | 1200 mm0    | 1098 kg0 | e′        |
| 2      | Gebet- und Sterbeglocke | 960 mm      | 511 kg   | a′        |
| 3      | Trauglocke              | 790 mm      | 319 kg   | cis″      |
| 4      | Taufglocke              | 720 mm      | 234 kg   | d″        |